# Tyrone Booze
Tyrone Booze (* 12. Februar 1959 in Hartford, Connecticut) ist ein ehemaliger US-amerikanischer Profiboxer im Cruisergewicht. Seit 1991 lebt er in Clearwater, Florida.

## Leben
Booze begann seine Profikarriere 1982 und erzielte nur 15 Siege in seinen ersten 27 Kämpfen. Seine Niederlagen erlitt er unter anderem gegen die Weltklasseboxer Eddie Muhammad, Evander Holyfield, Bert Cooper, Henry Tillman, Dwight Qawi und Nate Miller, wobei er jedoch stets über die volle Rundenzahl gehen konnte. Am 15. Februar 1991 konnte er in Dänemark um die WBO-Weltmeisterschaft gegen Magne Havnå boxen, unterlag jedoch knapp nach Punkten.
Nachdem Havnå als Weltmeister zurückgetreten war, durfte Booze am 25. Juli 1992 in Manchester erneut um den nun vakanten Titel antreten. Dabei besiegte er überraschend den ungeschlagenen Briten Derek Angol durch K. o. in der siebenten Runde. In seiner ersten Titelverteidigung am 2. Oktober 1992 in Berlin, konnte er ebenso überraschend den Deutschen Ralf Rocchigiani einstimmig nach Punkten schlagen.
Am 13. Februar 1993 verlor er den Titel schließlich in Hamburg durch Punktniederlage an Markus Bott. Nach sechs weiteren Kämpfen mit fünf Siegen beendete er seine Karriere im September 1998 mit einer Bilanz von 22 Siegen, 12 Niederlagen, 2 Remis und einem wertungslosen Duell.
Nach seiner aktiven Karriere arbeitete er als Boxtrainer in Florida. 2007 fand er Aufnahme in die Connecticut Boxing Hall of Fame und 2011 in die Florida Boxing Hall of Fame.
| Vorgänger   | Amt                                                                     | Nachfolger  |
| ----------- | ----------------------------------------------------------------------- | ----------- |
| Magne Havnå | Boxweltmeister im Cruisergewicht (WBO) 25. Juli 1992 – 13. Februar 1993 | Markus Bott |